# Планетология
Планетоло́гия — это комплекс наук, изучающих планеты и их спутники, а также Солнечную систему в целом и другие планетные системы с их экзопланетами. Планетология изучает физические свойства, химический состав, строение поверхности, внутренних и внешних оболочек планет и их спутников, а также условия их формирования и развития.

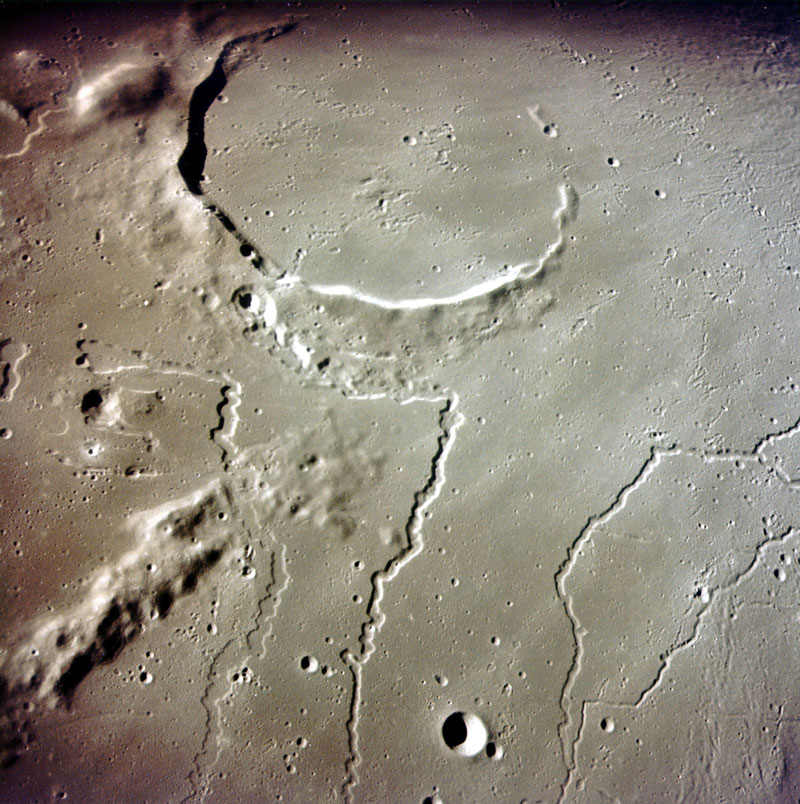
Область между двумя сухими руслами близ полузатопленного лавой кратера Принц (Prinz) на Луне похожа на центральную часть Среднедунайской равнины, но в 3 раза меньше её по площади. Фото с орбитального блока Аполлона 15.

Планетология относится к междисциплинарной области науки, первоначально развившейся из наук о Земле и астрономии. Она включает в себя множество дисциплин, таких как планетная геология (вместе с геохимией и геофизикой), физическая география (геоморфология и картография, применительно к планетам), науки об атмосфере, теоретическая планетология и исследование экзопланет. Есть и другие дисциплины, смежные с ней, например, физика космоса, астробиология и науки, изучающие влияние Солнца на планеты Солнечной системы.
Существует много научно-исследовательских центров и университетов, в которых есть кафедры, занимающиеся вопросами планетологии, а также существует несколько научных институтов по всему миру. Ежегодно проходит несколько крупных научных конференций и публикуются журналы.

## История
История планетологии начинается с древнегреческого философа Демокрита, который (как известно из трудов Ипполита) говорил:
«Существует безграничное множество миров, различающихся по размеру и в некоторых из них нет ни Солнца, ни Луны, в то время как в других их больше, чем у нас и они больше по размеру. Промежутки между мирами не созданы равными, здесь они больше, там меньше, некоторые из них растут, другие процветают, третьи распадаются, здесь они рождаются, там умирают, уничтожаются при столкновении друг с другом. И некоторые из миров голые, без животных и растений, покрытые водой».
В более позднее время новой вехой становления планетологии и астрономии стали телескопические наблюдения. Начало им положил итальянский астроном Галилео Галилей в 1609 году. Направив свой самодельный телескоп на небо он открыл четыре крупнейших спутника Юпитера, горы на Луне, впервые наблюдал кольца Сатурна и многое другое. В том же 1609 году он продолжал изучение лунных ландшафтов. По итогам наблюдений лунной поверхности он записал о ней:
«Поверхность Луны не вполне гладкая, лишённая каких-либо неровностей и идеально шарообразная, как полагает одна философская школа. Напротив, эта поверхность очень неправильная, испещрённая ямами и поднятиями, в точности как и поверхность Земли, которая повсюду испещрена высокими горами и глубокими долинами».
А также предположил, что и другие небесные тела обладают такой же поверхностью как и Земля.
Прогресс в деле строительства телескопов, улучшение их характеристик, позволил приступить к более детальным исследованиям поверхности других небесных тел, в частности Луны. Луна была первоначально главным объектом для изучения из-за близости к Земле, что позволяло достаточно хорошо изучить её поверхность даже в те несовершенные телескопы, которые существовали на тот момент. Сначала главным инструментом изучения Луны и планет были оптические приборы, позже уже в XX веке появились радиотелескопы, ну и наконец автоматизированные космические аппараты, с помощью которых учёные смогли в непосредственной близости заниматься изучением космических объектов.
В результате на данный момент Солнечная система уже относительно хорошо изучена, учёные примерно представляют стадии её формирования и развития. Тем не менее, существует много нерешённых вопросов, поэтому необходимо совершить ещё немало новых открытий и отправить в космос большое количество космических аппаратов, чтобы по-настоящему понять строение и свойства тел Солнечной системы.

## Дисциплины

### Планетарная астрономия
Здесь есть две отрасли: теоретическая и наблюдательная. Наблюдательные исследования в первую очередь связаны с изучением малых тел Солнечной системы с помощью оптических и радиотелескопов. Они позволяют выяснить такие характеристики как форма тела, вращение, состав и рельеф поверхности и т. п.
Теоретические исследования связаны с динамикой: использование законов небесной механики применительно к телам Солнечной системы и внесолнечным планетным системам.

### Планетная геология
или Космическая геология.
Больше всего данных планетарная геология имеет о телах, которые располагаются в непосредственной близости от Земли: Луна и две соседние с Землёй планеты Венера и Марс. Луна стала первым объектом для исследований. Её изучали теми же методами, которые были разработаны ранее для изучения Земли.

#### Геоморфология
Геоморфология исследует особенности строения поверхности планет и реконструирует историю их формирования, делает заключения о физических процессах, которые действовали на данную поверхность. Планетарная геоморфология включает в себя изучение нескольких типов поверхностей:
- Структуры, возникающие под действием давления (многоканальные бассейны, кратеры)
- Вулканические и тектонические структуры (лавовые потоки, трещины, борозды на поверхности Луны[англ.])
- Космическое выветривание — эрозионные процессы в условиях открытого космоса (непрерывная бомбардировка микрометеоритов, воздействие частиц высоких энергий, ударное перемешивание[англ.]). Например, тонкая пыль (реголит), покрывающая поверхность Луны является результатом действия микрометеоритов.
- Структуры, возникающие под действием жидкости, которой могут являться как вода, так и замёрзшие углеводороды, в зависимости от расстояния от Солнца и температуры на поверхности тела.

Геологическая история поверхности может расшифрована за счёт сопоставления пород, залегающих на разной глубине. Так как согласно принципу суперпозиции породы в разрезе следуют в порядке их образования: в верхних слоях залегают самые молодые, а в нижних — самые древние. Этот закон был открыт Нильсом Стенсеном и впервые применён им при изучении пластов Земли. Так, например, стратиграфические исследования, выполненные астронавтами в программе «Аполлон» и снимки КА Лунар орбитер были затем использованы при создании стратиграфической колонки) и геологической карты Луны.

#### Космохимия, геохимия и петрология
Одна из основных проблем при создании гипотез о формировании и эволюции объектов Солнечной системы является отсутствие образцов, которые могли бы быть проанализированы в крупных лабораториях, со всеми необходимыми инструментами, на основании всех доступных знаний земной геологии, которые могли бы быть здесь применены. К счастью, в распоряжении учёных имеются образцы доставленные с Луны астронавтами «Аполлона» и советскими Луноходами, а также образцы астероидов и Марса, в виде метеоритов, выбитых когда-то из их поверхности. Некоторые из них были сильно изменены в результате окислительных процессов в атмосфере Земли и инфильтрационного действия биосферы, однако некоторые метеориты, например, те что были найдены в последние десятилетия в Антарктиде почти что не подверглись серьёзным изменениям.
Различные типы метеоритов, прилетевшие из пояса астероидов охватывают практически все части структуры астероидов, есть даже такие, которые образовались из ядра и мантии разрушенных астероидов (Палласит). Сочетание геохимии и наблюдательной астрономии также дают возможность проследить из каких именно астероидов был выбит данный метеорит.
Известно довольно мало марсианских метеоритов, которые могли бы предоставить сведения о составе марсианской коры, к тому же неизбежный недостаток информации о местах их образования на поверхности Марса дополнительно усложняет задачу построения теории эволюции марсианской литосферы. Всего до 2008 года было выявлено около 50 метеоритов с Марса.
За время программы «Аполлон» астронавтами было привезено на Землю более 350 кг лунного грунта, плюс ещё несколько сотен граммов было доставлено советскими луноходами. Эти образцы позволили составить самый полный отчёт о составе другого космического тела Солнечной системы. Всего до 2008 года было выявлено около 100 лунных метеоритов.

#### Геофизика
Космические зонды позволяют собирать информацию не только в области видимого света, но и в других областях электромагнитного спектра. Планеты можно охарактеризовать различными силовыми полями, такими как гравитационное и магнитное поле. Изучением этих полей занимается геофизика.
Изменение ускорения КА, пролетающих рядом с планетой, позволяет изучить гравитационные аномалии над различными областями планеты и, как следствие, сделать определённые выводы о составе и характеристиках пород в этих областях.

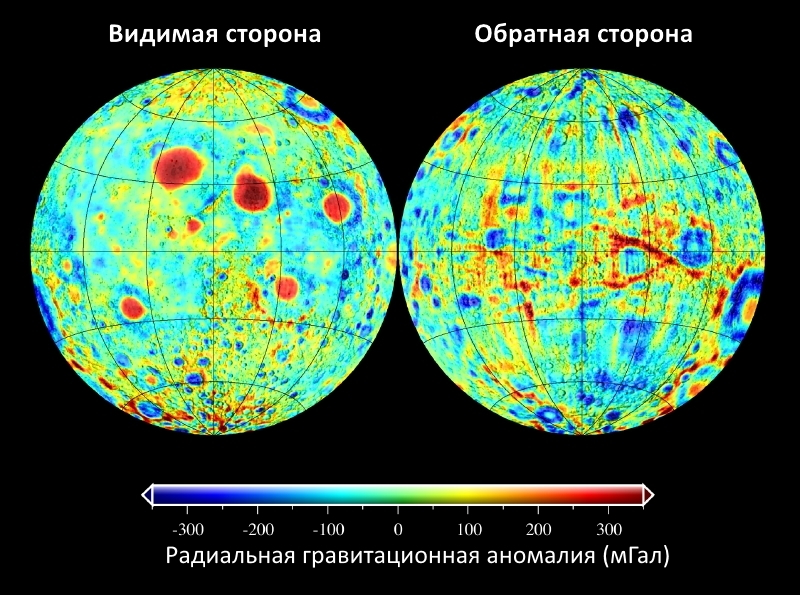
Радиальные гравитационные аномалии на поверхности Луны

Подобные измерения проводились в 1970-х годах посредством лунных орбитальных аппаратов над лунными морями, которые позволили выявить концентрацию массы в районе Моря дождей, Моря Ясности и Моря Кризисов.
Если магнитное поле планеты достаточно велико, то его взаимодействие с солнечным ветром образует магнитосферу вокруг планеты. Исследования космическими зондами магнитного поля Земли показали, что оно простирается в сторону Солнца на огромное расстояние в 10 радиусов Земли. Солнечный ветер — это поток высокоэнергичных заряженных частиц (в основном протоны и электроны), истекающих с солнечной короны, благодаря магнитному полю они обтекают Землю и движутся дальше вдоль магнитного хвоста Земли, который может простираться дальше в космос на сотни радиусов планеты в направлении перпендикулярном к Солнцу. В магнитосфере существуют области (радиационные пояса), в которой накапливаются и удерживаются проникшие в неё заряженные частицы.

### Науки об атмосфере

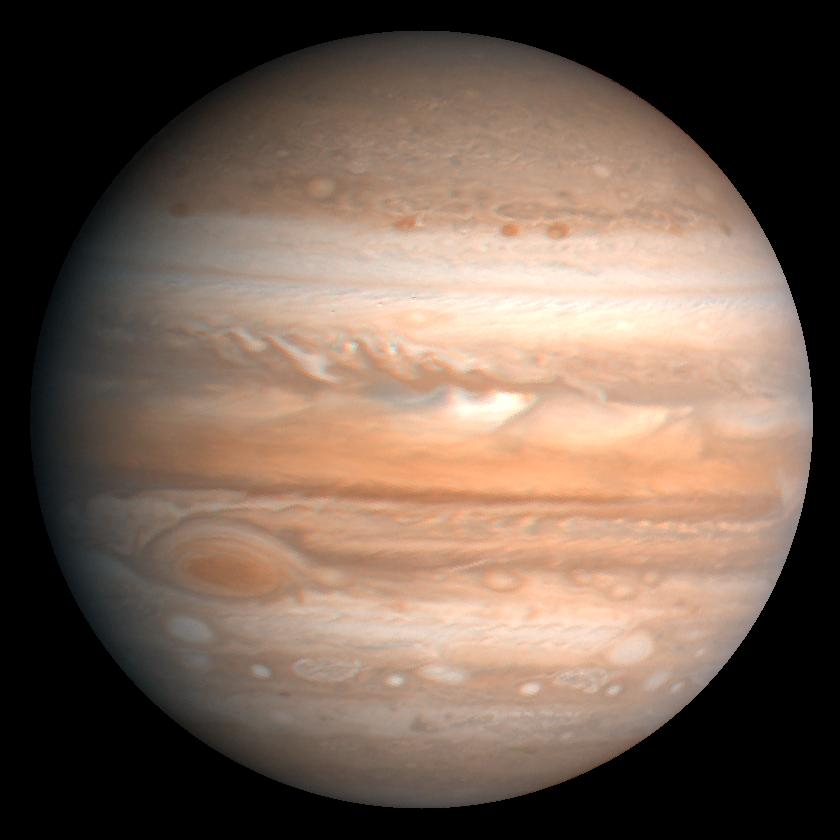
Полосы облачности хорошо видны на Юпитере

Атмосфера является важной переходной зоной между твёрдой поверхностью и внешними радиационными поясами. Не все планеты имеют атмосферу: её существование зависит от массы планеты и расстояния от Солнца. Кроме четырёх газовых гигантов, почти все планеты земной группы имеют атмосферу (Венера, Земля, Марс). Атмосферы также обнаружены у двух спутников Титана и Тритона. Кроме того, очень разреженной атмосферой обладает Меркурий.
Скорость вращения планеты вокруг своей оси заметно влияет на потоки и течения в атмосфере. Особенно хорошо это видно на примере Юпитера и Сатурна, в атмосферах которых формируются системы полос и вихрей. То же самое можно увидеть и на примере планет земной группы, в частности, на Венере.

## Сравнительная планетология
В планетологии часто используется метод сравнения, чтобы дать более полное понимание изучаемого объекта, особенно когда по нему не хватает прямых данных. Сравнение атмосферы Земли и Титана (спутника Сатурна), развитие внешних объектов Солнечной системы на разных расстояниях от Солнца, геоморфология поверхности планет земной группы, — вот лишь несколько примеров использования данного метода.
Основным объектом для сравнения остаётся Земля, так как она лучше всего изучена и на ней можно провести все возможные измерения. Использование данных исследования Земли в качестве аналога для сравнения с другими телами, больше всего распространены в таких науках как планетарная геология, геоморфология и науки об атмосфере.

## Профессиональные труды

### Журналы
- «Икарус»
- Journal of Geophysical Research[англ.]
- Earth and Planetary Science Letters[англ.]
- Geochimica et Cosmochimica Acta[англ.]
- Метеоритика и планетология (Meteoritics and Planetary Science[англ.])
- Планетарные и космические науки

### Профессиональные организации
- Division for Planetary Sciences[англ.] (Американское астрономическое общество)
- Meteoritical Society[англ.]
- Europlanet[англ.]

### Крупнейшие конференции
- Lunar and Planetary Science Conference[англ.] (LPSC), организован Лунно-планетным институтом в Хьюстоне. Проводится ежегодно в марте с 1970 года.
- Американский геофизический союз (АГС) Совместная ассамблея с другими сообществами, проводится в апреле-мае в различных местах по всему миру.
- Meteoritical Society[англ.] — ежегодное совещание, проводящееся в Северном полушарии, как правило, поочередно в Северной Америке и Европе.
- European Planetary Science Congress (EPSC), ежегодно проводится в сентябре в Европе.
- Отдел планетологии Американского астрономического сообщества[англ.] каждый октябрь проводит ежегодное совещание, преимущественно в материковой части США.
- Американский геофизический союз проводит ежегодную конференцию в декабре в Сан-Франциско.

Более мелкие семинары и конференции по конкретным областям планетологии проводятся по всему миру в течение всего года.

### Главные институты
Вот далеко не полный перечень институтов и университетов, занимающихся вопросами планетологии:
- Европейское космическое агентство
- НАСА, куда входит значительное число исследовательских групп ЛРД, Центр космических полётов Годдарда, Ames
- Массачусетский технологический институт (сайт института)
- Лунно-планетный институт
- Аризонский университет (сайт университета)
- Калифорнийский университет в Лос-Анджелесе (сайт университета)
- Калифорнийский технологический институт (сайт института)
- Брауновский университет (сайт университета)
- Гавайский университет (сайт университета)
- Университет Копенгагена — Center for Planetary Research (Copenhagen University)
- Университет Центральной Флориды
- Университет Британской Колумбии
- Университет Западного Онтарио
- Планетологический институт США
- Австралийский национальный университет (сайт университета)
- Университет Теннесси
- Институт геохимии и аналитической химии им. В. И. Вернадского РАН (сайт института)